# 에일리언웨어

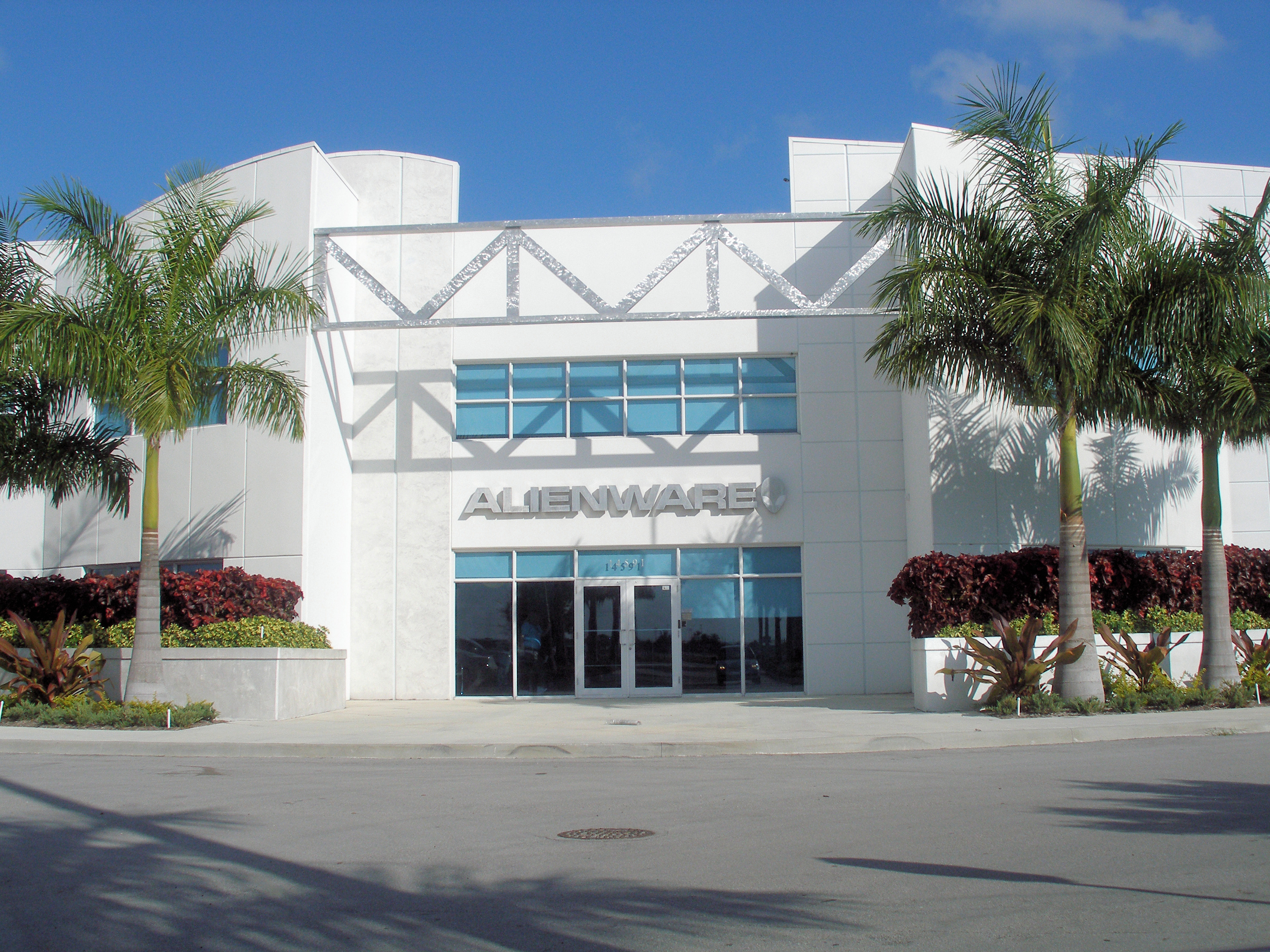
에일리언웨어 본사.

에일리언웨어(Alienware)는 델의 미국의 컴퓨터 하드웨어 자회사이다. 제품은 게이밍을 위해 설계되며 에일리언 테마의 디자인으로 식별할 수 있다. 에일리언웨어는 1996년 넬슨 곤잘레스(Nelson Gonzalez)와 알렉스 아길라(Alex Aguila)에 의해 설립되었다. 이 회사의 본사는 플로리다주 마이애미 더 해먹스에 위치해 있다.

## 역사

### 개요
1995년 넬슨 곤잘레스와 알렉스 아길라에 의해 "Sakai of Miami, Inc."라는 이름으로 설립된 에일리언웨어는 데스크톱, 노트북, 워크스테이션, PC 게이밍 콘솔을 조립한다.
직원에 따르면 "에일리언웨어"라는 이름이 선정된 이유는 설립자가 TV 시리즈 히트작 엑스파일의 선호에 따른 것으로, 에어리어-51, Hangar 18, 오로라처럼 SF 테마의 제품 계열 이름에 영향을 주기도 했다. 1997년에 사명을 에일리언웨어로 변경하였다.

### 인수
델은 2002년 이후로 에일리언웨어를 구매하는 것을 고심했으나 2006년 3월 22일이 되어서야 구매 동의에 이르렀다. 새로운 자회사는 델의 구매력, 규모의 경제, 서플라이 체인의 도움을 받으면서 디자인과 마케팅 권한을 얻었으며 이를 통해 운영 비용을 줄였다.
처음에 델은 자사의 경쟁적인 XPS 계열의 게이밍 PC를 정비하면서 비슷한 사양의 컴퓨터들을 판매하곤 했으나 이는 에일리언웨어의 시장 점유율에 악영향을 미쳤다. 2008년 봄 회사 재건의 일환으로 XPS 브랜드의 규모는 축소되었으며 데스크톱 계열은 제거되어 현재 XPS 노트북만 남아있다.
게이밍 PC의 제품 개발은 델의 게이밍 부문과 통합되면서 에일리언이 델의 최고 게이밍 브랜드가 되었다. 2009년 6월 2일, M17x를 최초의 에일리언웨어/델 브랜드 시스템으로 선보였다. 이 런칭은 또한 에일리언웨어를 17개 언어 지원을 포함하여 6개국에서 35개국으로 확대하는 계기가 되었다.

## 컴퓨터 시스템 모델 (델의 인수 이후)

### 노트북
18인치
- M18x 단종
- M18x-R2 단종
- Alienware 18 단종
- Alienware 18 (2014) 단종
- Alienware 18 (2015) 단종

17인치
- M17x 단종
- M17x-R2 단종
- M17x-R3 단종
- M17x-R4 단종
- Alienware 17 단종
- Alienware 17 R2 단종
- Alienware 17 R3 단종
- Alienware 17 R4 - 2016 Alienware 17 (2016), Windows 10. Area 51m-r2

15인치
- M15x 단종
- M15x-R2 단종
- Alienware 15 단종
- Alienware 15 R2 단종
- Alienware 15 R3 - 2016 Alienware 15 (2016), Windows 10.

14인치
- M14x 단종
- M14x-R2 단종
- Alienware 14 단종

13인치
- Alienware 13 단종
- Alienware 13 R2 단종
- Alienware 13 R3 - 리프레시된 2016 에일리언웨어 13.

11.6인치
- M11x 단종
- M11x-R2 단종
- M11x-R3 단종

### 데스크톱
오로라
- The Aurora R1 단종
- The Aurora R2 단종
- The Aurora R3 단종
- The Aurora R4 단종
- The Aurora R5
- The Aurora R6

오로라 ALX
- ALX (R1) 단종

에어리어-51
- Area-51 R1 단종
- Area-51 ALX R1 단종
- Area-51 R2

X51
- R1/R2/R3 단종

### 비디오 게임 콘솔 하이브리드
에일리언웨어 알파
- Alienware Alpha 단종
- Alienware Alpha R2

## 같이 보기
- 컴퓨터 시스템 제조업체 목록
- 델